# Hugo de Carpi
Vous lisez un « bon article » labellisé en 2019.
Pour les articles homonymes, voir Carpi (homonymie).
Hugo de Carpi (en italien : Ugo da Carpi) est un graveur sur bois et peintre italien de la Haute Renaissance, né vers 1480 à Carpi, dans la province de Modène et mort au plus tard en 1532 à Rome. Il est actif entre 1502 et 1532 à Venise, Rome et Bologne.
C'est l'un des premiers Italiens à pratiquer la gravure sur bois en clair-obscur, et à revendiquer être l'inventeur de ce procédé, en en déposant le brevet. Il contribue à le développer avec un style puissant, mettant l'accent sur l'idée et l'interprétation qu'il apporte à l'œuvre.
N'ayant que peu gravé d'estampes originales, il a reproduit des œuvres de maîtres italiens, notamment  Raphaël, Baldassarre Peruzzi, et Parmigianino. Une de ses gravures les plus fameuses est un Diogène. Il est aussi l'auteur d'un « livre d'écritures », Thesauro de scrittori, et d'au moins une peinture, pour l'autel de sainte Véronique, dans la basilique Saint-Pierre, à Rome.

## Biographie

### Premières années
La date exacte de naissance de Hugo de Carpi est inconnue. La majorité des sources la situe vers 1480,,. Il est le dixième des treize enfants du comte Astolfo da Panico et d'Elisabetta da Dallo. Il est né à Carpi, une ville de la province de Modène. Il est d'abord connu sous le nom d'Ugo Panico, avant d'être appelé Ugo da Carpi, en référence à sa ville d'origine, qu'il quitte assez jeune. Le premier acte le mentionnant est le testament de son père en 1490. Son nom apparaît ensuite dans des achats et des ventes de terres à Carpi en 1495, 1496, et 1503. En 1509, son frère aîné est son mandataire dans une transaction, ce qui conduit à penser qu'il a quitté Carpi pour Venise, entre 1503 et 1509. Sa femme, Cassandra Solieri, et ses deux filles sont restées à Carpi après son départ.

### Carrière artistique

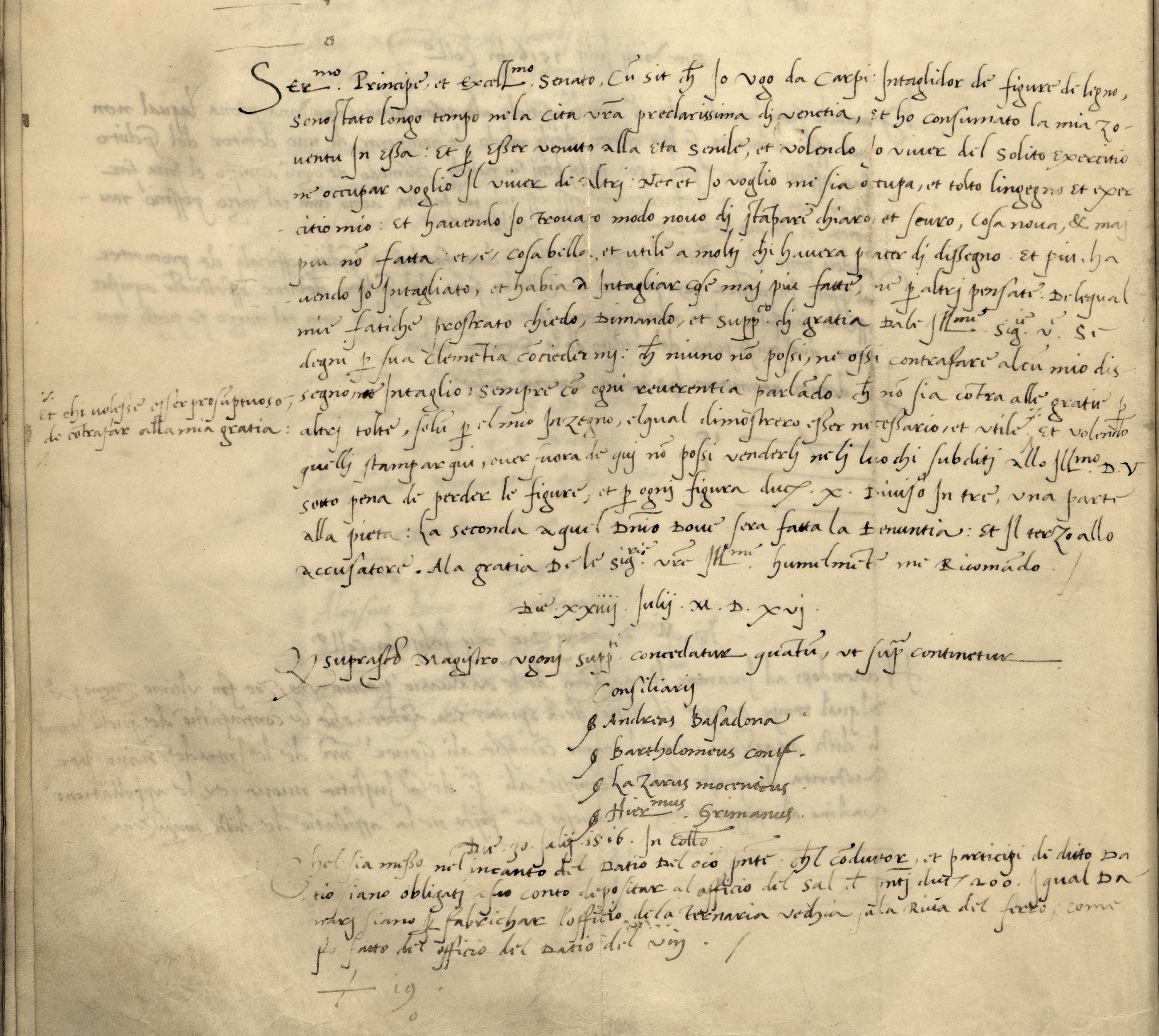
Requête d'Hugo de Carpi en vue de breveter la technique du clair-obscur (1516).

Carpi connaît depuis la fin du XVe siècle une période de développement culturel et urbain. Rien ne permet de penser que Hugo y a bénéficié d'une éducation artistique suivie, mais il a profité de ce contexte. Il était probablement autodidacte, ou formé par des peintres locaux. Bien qu'il n'y en ait pas de trace, les historiens d'art pensent qu'il a pu participer à la réalisation d'œuvres d'art durant cette période.
Son premier travail de gravure date de 1502, année où il signe un contrat avec des imprimeurs de Modène : Benedetto Dolcibelli et Niccolo Bissoli, pour faire des caractères et des poinçons. En 1503, un acte mentionne des « apprentis de Hugo », et le qualifie de « maître », montrant qu'il est à la tête d'un atelier. Également, avant son départ de Carpi, il a pu recevoir des commandes pour terminer des peintures, puisqu'il engage un certain Saccacino comme « assistant peintre ».
Hugo vit à Venise de 1509 à 1517, travaillant principalement sur des illustrations de livres. Venise est un haut lieu de l'imprimerie, tout particulièrement pour les livres illustrés. Sa signature « Ugo » y apparaît pour la première fois en 1511. En juillet 1516, il demande au Sénat de Venise la reconnaissance d'un brevet pour ce qu'il appelle sa propre technique du chiaroscuro. Il la décrit comme « une nouvelle manière d'imprimer la clarté et l'obscurité ». Il demande que ses droits soient reconnus pour une durée indéterminée, et pour tous les motifs et gravures qu'il a fait et qu'il fera. Bien qu'il soit dans les premiers Italiens à utiliser le chiarsocuro, il est cependant prouvé que cette méthode a déjà été utilisée par des imprimeurs allemands et vénitiens.
Le procédé de la gravure sur bois en clair-obscur utilise au moins trois bois ou planches, la première servant pour le portrait, la deuxième pour les demi-teintes et la troisième pour les ombres, avec des encres de teintes différentes. Il permet les impressions en camaïeu, en teintes imitant le lavis : le trait n'est plus apparent, l'estampe donnant l'impression d'un lavis monochrome en teintes plates,.
Hugo part pour Rome en 1517. La ville abrite de nombreuses imprimeries, et il y a une forte demande pour des reproductions des œuvres de Raphaël. Celles-ci sont réalisées par des graveurs travaillant dans son entourage, et sont publiées par un éditeur professionnel : Le Bavarois (il Baviera). Cet ancien assistant de Raphaël, devenu à sa mort détenteur des plaques de cuivre originales, en contrôle l'édition sans pouvoir empêcher leur copie, ce qui devient un marché pour les graveurs et éditeurs romains. Hugo s'installe près des ateliers de Raphaël, mais est indépendant du Bavarois.
Il installe un atelier chez lui et imprime et publie des gravures dans son échoppe. En 1518, le pape Léon X lui reconnaît les droits d'auteur sur la gravure La Mort d'Ananie, entouré par les apôtres, faite d'après un carton de tapisserie de Raphaël, et pour laquelle il utilise trois bois,. Cette œuvre, parmi d'autres en chiaroscuro de cette période, est considérée par les historiens de l'art comme l'un des meilleurs exemples d'une « reproduction atteignant l'authenticité ».
Bien que Hugo copie en nombre des dessins et des estampes, il commence à Rome à développer un style propre. On en trouve un exemple dans des gravures faites d'après des dessins de Raphaël, pour lesquelles il s'écarte du peintre dans le jeu des couleurs.
En 1527, le sac de Rome force Hugo à fuir à Bologne. Des historiens pensent qu'il y a un atelier, au vu de nombreuses estampes proches techniquement et stylistiquement de son œuvre qui y sont publiées. Il a travaillé avec les graveurs Antonio da Trento, Ludovico degli Arrighi et Eustachio Celebrino. Il est également l'auteur pendant cette période d'un « livre d'écritures », Thesauro de scrittori (1535), dans lequel il reprend en grande partie le contenu de Theorica et pratica (1514) de Sigismondo Fanti (it). De tels livres sont fréquents dans l'Italie des XVIe et XVIIe siècles, et contiennent des pages de lettres imprimées avec des bois. Il s'agit de manuels, qui montrent comment reproduire la graphie des manuscrits de la Renaissance.

### Mort
Il n'y a pas de consensus sur la date de la mort de Hugo de Carpi. La majorité des sources la situe en 1532. Certains auteurs la font remonter à 1523, année où il est appelé « feu Hugo » dans un témoignage de sa fille. Un autre document indique cependant quelques mois plus tard qu'il est vivant, et que sa famille a été persuadée à tort de sa mort. En janvier 1532, un acte atteste sa présence au baptême de sa fille, mais en octobre de cette même année, il est déclaré décédé.

## Œuvre

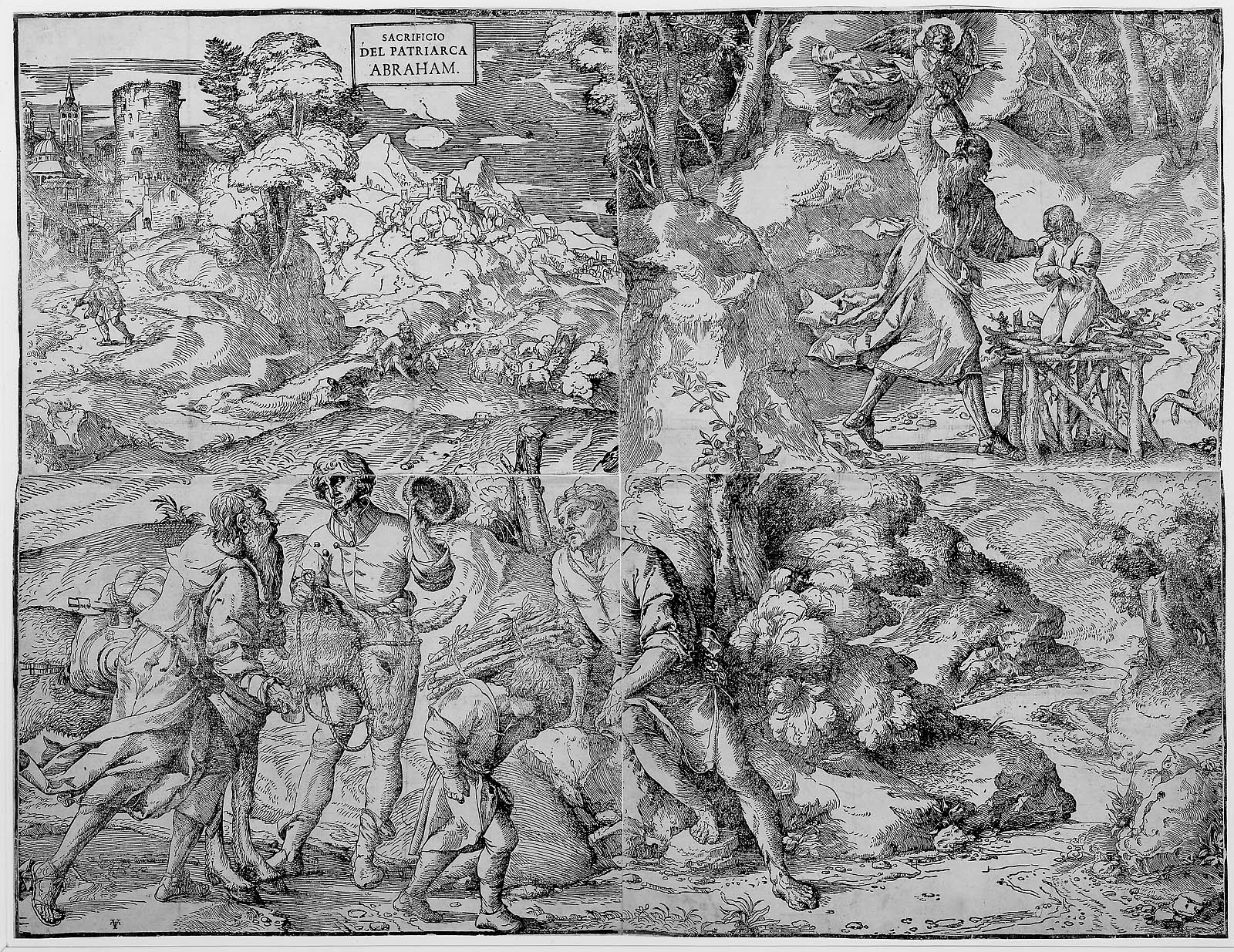
Sacrifice d'Abraham. Musée des Beaux-Arts de Boston.

Le Sacrifice d'Abraham est une des premières commandes importantes adressées à Hugo. Elle lui est faite par l'éditeur vénitien Bernardino Benalius. C'est une grande estampe en noir et blanc, formée de quatre feuillets accolés. Ce serait une des rares gravures originales d'Hugo. Son imagerie et son style sont influencés par Dürer et Titien. C'est à la suite de cette première commande qu'il dépose une demande de brevet pour sa technique.
Hugo reproduit ensuite au fil du temps les œuvres de nombreux artistes, dont Raphaël, Baldassarre Peruzzi, et Parmigianino, auquel, selon Giorgio Vasari, il aurait enseigné la gravure. La plupart de ses gravures sont des copies d'autres œuvres, et il est peu probable qu'il ait fait un nombre significatif de gravures originales. Il a signé « le graveur », ou « l'imprimeur » toutes ses estampes connues, indiquant qu'il part du travail d'un autre. En effet, la gravure d'interprétation était à cette époque une part majeure du travail des graveurs et des imprimeurs.
Ses gravures étaient probablement utilisées comme décorations murales, en substitut à des peintures plus coûteuses. On en trouve une confirmation dans la diversité de leurs tailles, et dans le fait qu'elles étaient imprimées sur un papier épais, plus résistant. Malgré cela, peu d'entre elles ont survécu dans de bonnes conditions jusqu'à aujourd'hui.

### Raphaël et sa maîtresse
Cette gravure sur trois bois, faite autour de 1518, également dénommée Héros et Sybille représente Raphaël, debout devant une porte, parlant à une femme assise devant lui et dont le pied droit repose sur une balle,,. Carpi y travaille directement avec le peintre. C'est une des plus petites estampes de Hugo, de 181 × 144 mm. Sa taille réduite et son sujet personnel ont conduit à de nombreuses interprétations et conjectures. Sa tranquillité et son caractère intime rappellent les dessins de Mères à l'enfant de Raphaël. Le sujet est unique ou rare pour une gravure de l'époque, et certains universitaires y voient une de ses pièces les plus osées et originales.

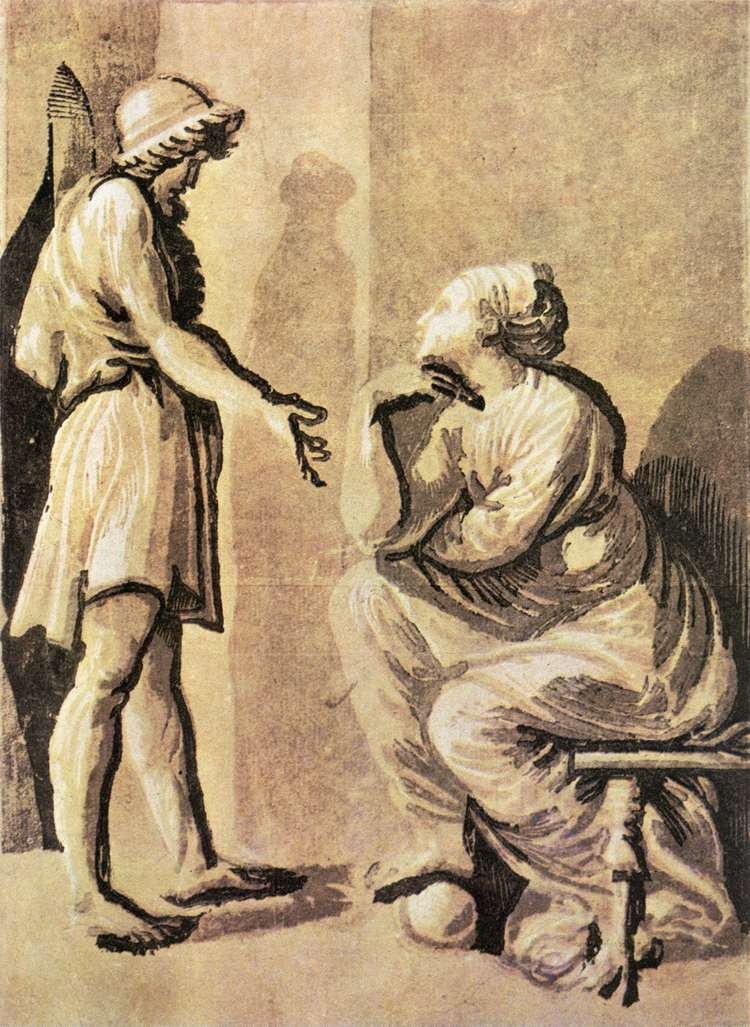
Estampe de la National Gallery of Art.
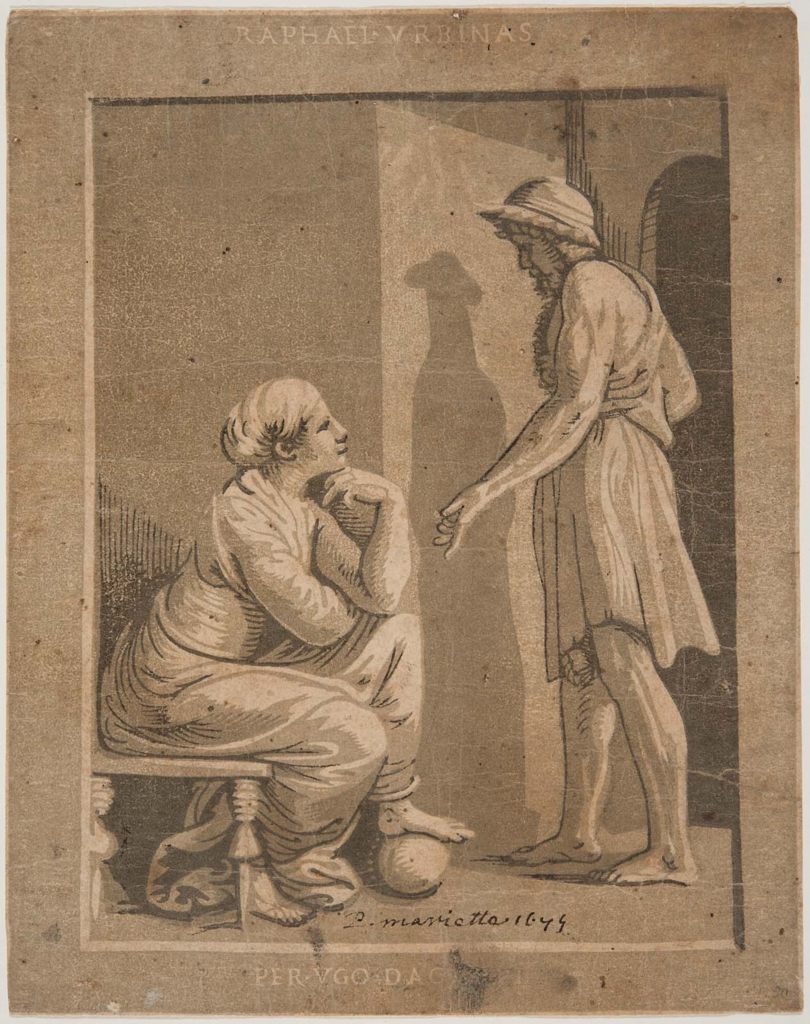
Estampe du Museum of Fine Arts de Boston.

### David coupant la tête de Goliath
Le David coupant la tête de Goliath a été gravé autour de 1520, et a pour base une composition de Raphaël, qui montre le triomphe du jeune David sur le champion des Philistins, et la déroute de ces derniers. Hugo utilise trois bois, et des encres de différentes couleurs : bronze, brun clair et noir. C'est un des sommets de sa virtuosité technique. L'image est inversée par rapport à la fresque de Raphaël.
Marcantonio Raimondi a aussi réalisé une taille-douce d'après ce modèle. On ne sait pas si la gravure sur bois a été faite d'après la taille-douce, ou l'inverse, ou si les deux sont faites d'après un même dessin.

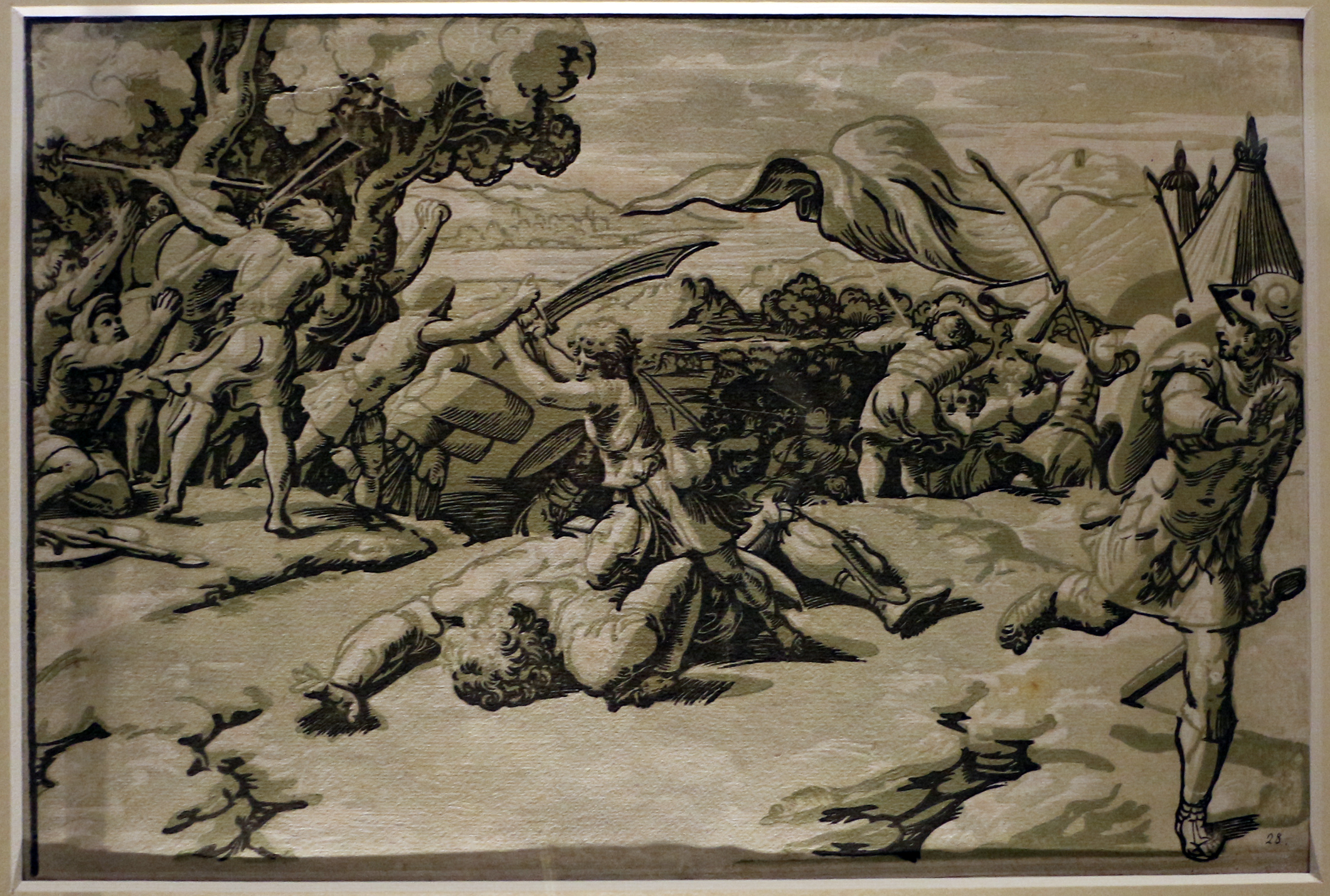
Gravure sur trois bois (vers 1520). Minneapolis Institute of Art.

### Diogène
Les historiens jugent que Hugo de Carpi a gravé son Diogène à Bologne, entre 1527 et 1530. L'œuvre est célèbre dans l'Italie de la Renaissance. Dans Les Vies des meilleurs peintres, sculpteurs et architectes, Vasari la qualifie d'« estampe particulièrement belle ». Il s'agit d'une gravure utilisant quatre bois (une plaque de gris et trois plaques de vert), superposés de façon complexe. L'image est construite dans un assemblage de surfaces colorées plutôt que de traits, lui donnant l'apparence plus d'une peinture que d'une gravure. L'original est un dessin de Parmigianino.
Certains spécialistes avancent que Hugo a travaillé à partir d'une gravure de Jean Jacques Caraglio d'une taille-douce réalisée d'après cet original, en y apportant cependant des modifications de contenu et de style importantes. La gravure de Caraglio est plus chargée ; Hugo en aurait simplifié la composition, ne gardant que le tonneau, la volaille et les livres, mettant en valeur le mouvement et le tourbillonnement de l'étoffe. Florence Kossof, spécialiste de Parmigianino, écrit ainsi que « Hugo a simplifié et réduit la richesse de détails de Caraglio, mais il a réussi à accroître le sentiment de force et d'énergie ».
D'autres critiques, dont David Landau, pensent que la gravure de Hugo de Carpi n'est pas copiée de Caraglio, mais qu'elle été faite avec Parmigianino. Ils s'appuient sur le fait que la taille de la gravure de Caraglio (287 × 218 mm) est significativement plus petite que celle d'Hugo (490 × 354 mm) alors que la plupart des copies faites à l'époque à Rome, dont toutes celles de Hugo, avaient une taille identique à l'original ; Hugo aurait donc un modèle pour le Diogène de la taille de sa propre gravure. Un autre argument est que le graveur ne fait généralement pas d'omission, d'ajout ou de changement majeur, comme ce serait le cas dans le Diogène si le modèle était la taille-douce de Caraglio. Landau ajoute qu'« il n'y a pas de précédent où Hugo ait produit ce que l'on peut appeler une image puissante avec un modèle aussi faible que la gravure de Caraglio. C'est un de ses chefs-d'œuvre, et il a dû avoir la main de Parmigianino très proche de la sienne quand il l'a réalisé ». Pour sa part, Roberta Serra, du Louvre, rejette aussi en 2018 la théorie selon laquelle cette estampe est copiée de Caraglio, du fait des nombreuses variantes et de l'écart des dimensions entre les deux estampes.

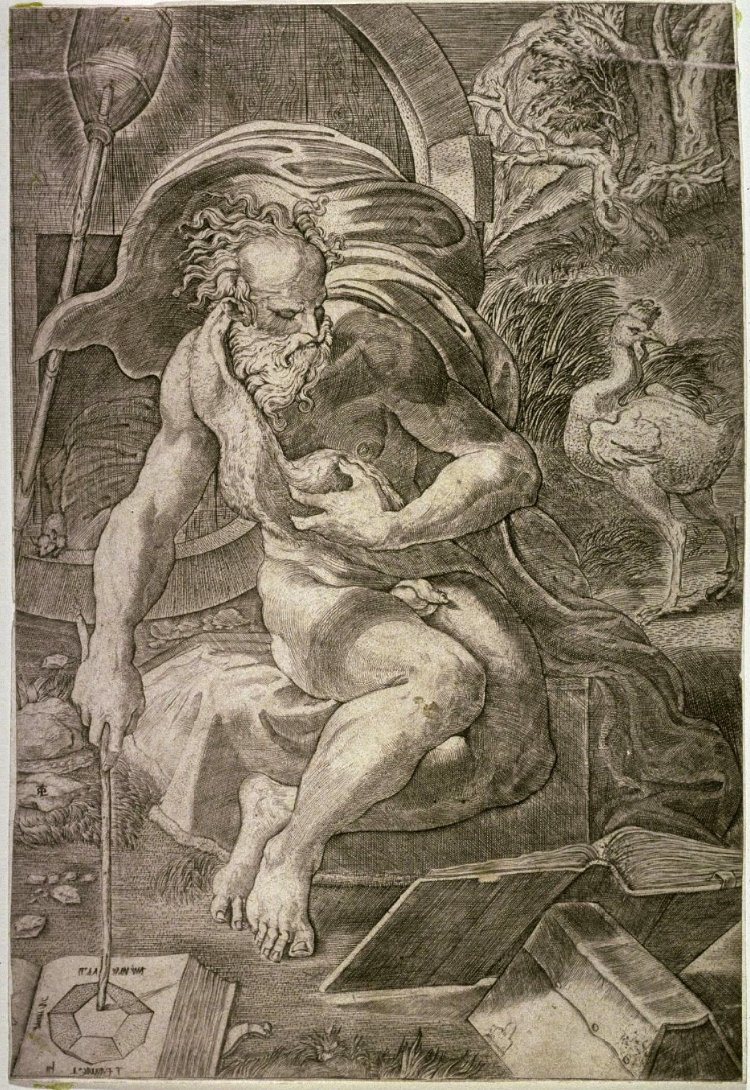
Jacopo Caraglio (taille-douce, vers 1527). Musée des Beaux-Arts de San Francisco.
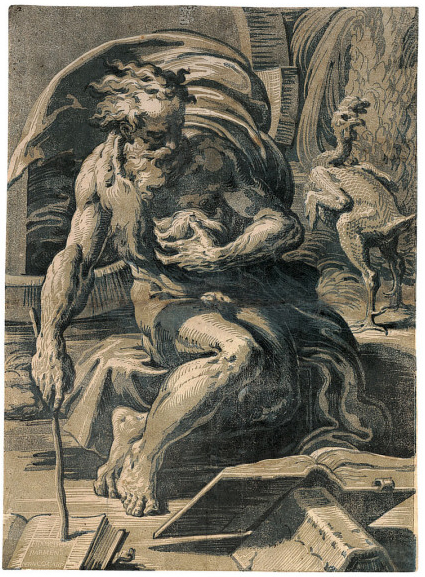
Ugo Da Carpi (gravure sur quatre bois, vers 1527-30). Musée d'Art de Saint-Louis.

### L'autel de sainte Véronique

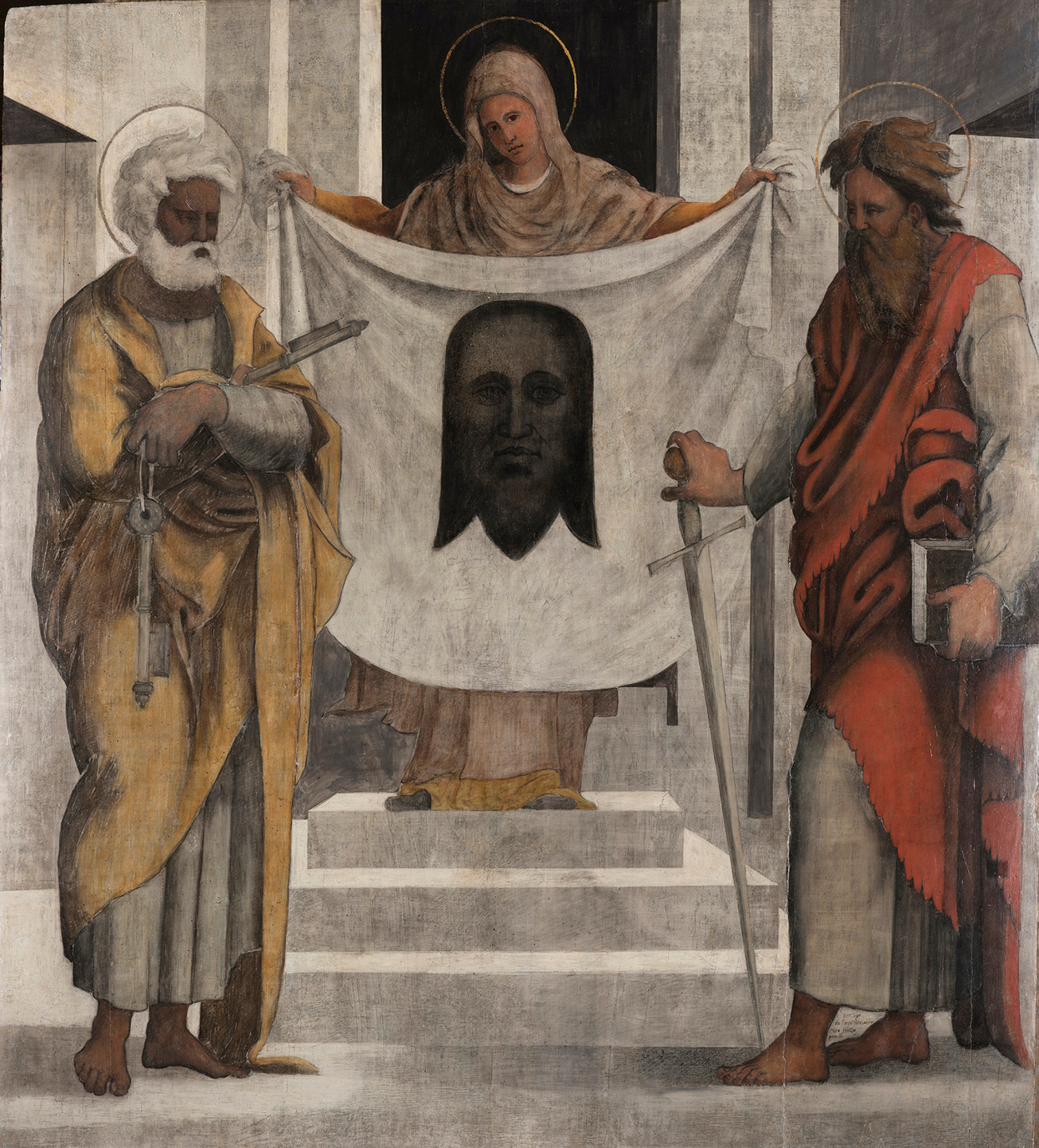
Sainte Véronique entre les saints Pierre et Paul (autour de 1525).

Sainte Véronique entre les saints Pierre et Paul, peinte pour l'autel de sainte Véronique de la basilique Saint-Pierre de Rome, est la seule peinture connue de Hugo de Carpi. Elle a été peinte entre 1524 et 1527, et d'abord placée dans la chapelle où était conservée le voile de Véronique, une des plus importantes reliques de la basilique ; c'est aussi l'une des plus fameuses images acheiropoïètes, c'est-à-dire, selon les croyants, créée de façon miraculeuse, sans intervention humaine. La raison qui a conduit à confier ce tableau à Hugo, qui n'est pas alors un peintre renommé ou particulièrement talentueux, est toujours débattue entre historiens de l'art.  
Il est basé sur une esquisse de Parmigianino, que Hugo n'a pas intégralement reprise. Il modifie le visage du Christ, et lui donne un visage sombre avec les cheveux longs, les yeux ouverts, exempt de détresse. Ce n'est pas non plus le visage du voile de Véronique, qu'il n'aurait pas eu l'occasion de voir.   
Vasari rapporte que Hugo a peint Sainte Véronique entre les saints Pierre et Paul « avec ses mains », paraphrasant la signature portée par le peintre « Per Vgo / da Carpi Intaiatore / fata senza / penello », soit « Hugo de Carpi, graveur, a fait [cette œuvre] sans pinceau ». La phrase aurait fait rire Michel-Ange, qui aurait ajouté que Hugo aurait mieux fait d'en utiliser un : la toile en aurait été plus réussie. La peinture, certes faite au pinceau, présente des traces de doigts et d'ongles. Les historiens font l'hypothèse que Hugo, manquant d'expérience, a corrigé ainsi des imperfections.
La signification de la signature est probablement plus complexe, et d'autres pensent qu'elle répond à une double intention : la « vera icon », l'image vraie, à laquelle renvoie le nom de Véronique, qui est au centre du tableau, n'a pas été faite de la main de l'homme et, en indiquant qu'il l'a peinte sans pinceau, Hugo montrerait qu'il connaît et qu'il croit au statut de la relique. Son but serait aussi de mentionner sa qualité de graveur, qui, jusqu'à cette toile, a créé non avec un pinceau, mais avec ses mains.

## Style et technique
Dans la technique du clair-obscur (chiaroscuro), plusieurs bois (planches) sont gravés et encrés avec différentes couleurs, si bien que le résultat ressemble à un dessin à l'encre. Le papier fournit un ton intermédiaire, et des accents clairs (chiara) peuvent être ajoutés à la gouache, de même que des ombres ou des zones sombres (scuro), avec des hachures au crayon ou avec un lavis au pinceau. Le graveur associe un bois maître ou de lignes, sur lequel sont gravés les contours et les hachures, et un nombre variable de bois pour les couleurs. Le bois de lignes peut être parfois utilisé seul pour une gravure en noir et blanc. Il n'organise pas la gravure autour du seul bois principal, et se sert au contraire de plusieurs bois, encrés du même ton, pour construire une image plus complexe. Plus il y a de bois, et plus l'estampe peut comporter de couleurs, mais la gravure et l'impression deviennent d'autant plus délicates.
Hugo a rapidement commencé à travailler sur trois bois plutôt que sur deux. Ce changement est évident en 1515, dans les différentes versions de son Hercule chassant l'Avarie du temple des Muses. Il a progressivement recours à des lignes plus souples, et des ombres plus complexes et plus nuancées. Le Massacre des innocents est sa première œuvre gravée sur quatre bois différents, et il en utilise entre trois et cinq pour la suite.
Dans ses gravures, Hugo utilise une palette de vert-bleu et de gris doux qui lui sont propres. Il a recours aussi à des encres translucides de couleurs proches, ce qui crée des nuances et des transitions subtiles entre les impressions d'un bois et du suivant. La gravure remarquable de son Diogène a été imprimée en vert et or.
Une des particularités de Hugo de Carpi est qu'il signait ses gravures. Ceci explique pourquoi il est mieux connu que d'autres graveurs de son époque. Sa signature est souvent intégrée avec finesse dans l'estampe, comme on peut le voir dans son Diogène : l'homme tient un bâton dans sa main droite, qui oriente l'attention sur un livre ouvert sur le sol, où les deux noms du dessinateur et du graveur sont inscrits. Sa signature marque son identité de graveur, d'imprimeur et de copieur.
Sa technique du chiaroscuro a été redécouverte par Nicolas Lesueur et Anne Claude de Caylus dans le cadre de la confection du Recueil Crozat (1729).

## Listes d'œuvres
Estampes
- Le Massacre des Innocents, Gravure sur trois bois en clair-obscur, entre 1512 et 1520, 270 × 424 mm, British Museum, Londres[31].
- La Mort d'Ananie, entouré par les apôtres, Gravure sur quatre bois en clair-obscur, 1518, 536 × 387 mm, Victoria and Albert Museum, Londres[32].
- Énée sauvant son père Anchise, Gravure sur quatre bois en clair-obscur, 1518, 536 × 387 mm, Galerie des Offices, Florence[33].
- La Pêche miraculeuse. Gravure sur trois bois en clair-obscur, vers 1520, 229 × 342 mm, Art Institute, Chicago[34].
- Sybille lisant, face à droite. Gravure sur deux bois en clair-obscur, 287 × 240 mm, Metropolitan Museum of Art, New York[35].
- Raphaël et sa maitresse. Gravure sur trois bois en clair-obscur, 181 × 144 mm, Metropolitan Museum of Art, New York[20].
- Les trois Marie se lamentant auprès du Christ mort. Gravure sur bois, 218 × 172 mm. British Museum, London.
- Hercule chassant l'Avarie du temple des Muses. Gravure sur deux bois en clair-obscur (première version), 312 × 237 mm. Albertina, Vienna.
- Hercule chassant l'Avarie du temple des Muses. Gravure sur deux bois en clair-obscur (seconde version), 297 × 228 mm. British Museum, London.
- Diogène. Gravure sur quatre bois en clair-obscur, 490 × 354 mm, Albertina, Vienna.
- Diogène. Gravure sur quatre bois en clair-obscur, 475 × 345 mm, Fondation Custodia, Paris[36]
- David coupant la tête de Goliath. Gravure sur trois bois en clair-obscur, 265 × 392 mm, Minneapolis Institute of Art, Minneapolis[22].

Peinture
- Sainte Véronique entre les saints Pierre et Paul. Trempe et charbon sur panneau, 158 × 145 cm, Archives de la Fabrique de Saint-Pierre, Vatican.

#### Français
- André Félibien, Des Principes De L'Architecture, De La Sculpture, De La Peinture, Et Des Autres Arts Qui En Dépendent: Avec Vn Dictionnaire des Termes propres à chacun de ces Arts, Paris, 1676 (lire en ligne).
- Fortunato Bartolomeo De Felice, Encyclopédie, ou, Dictionnaire universel raisonné des connaissances humaines, F.-B. de Félice, 1773 (lire en ligne).

#### Italien
- (it) Giorgio Vasari, Le vite de’ piu eccellenti pittori, scultori, et architettori, t. 3-1, 1568 (lire en ligne).
- (it) Ugo da Carpi, Manuela Kahn-Rossi et Museo civico di Carpi, Ugo da Carpi, l'opera incisa: xilografie e chiaroscuri da Tiziano, Raffaello e Parmigianino, Città di Carpi, 2009 (lire en ligne).
- (it) Michelangelo Gualandi, Di Ugo da Carpi e dei conti da Panico. Memorie e note, Società tip. bolognese e ditta Sassi, 1854 (lire en ligne).
- (it) Luigi Servolini, Ugo da Carpi : I chiaroscuri e le altre opere, Florence, La nuova Italia, 1977 (lire en ligne).
- (it) Luigi Servolini, Ugo da Carpi: con 10 illustrazioni, Leo Olschki, 1930 (lire en ligne).

### Filmographie
- Ugo da Carpi et la gravure sur bois en clair-obscur - Diogène et le bipède sans plumes, film de Bertrand Renaudineau et Gérard-Emmanuel da Silva, collection « Impressions fortes », Gallix production, mai 2016 (durée : 40 min).